# Motta Baluffi
Motta Baluffi är en ort och kommun i provinsen Cremona i regionen Lombardiet i Italien. Kommunen hade 893 invånare (2018).